# Ángel Romano
Alfredo Ángel Romano (2. august 1894 – 22. august 1972) var en uruguayansk fodboldspiller (angriber), og seks-dobbelt sydamerikansk mester med Uruguays landshold.
Han spillede over en periode på 16 år 68 kampe og scorede 28 mål for det uruguayanske landshold. I denne periode var han med til at vinde sydamerikanske mesterskab hele seks gange, og var også en del af holdet da det vandt guld ved OL i 1924 i Paris.
Romano spillede på klubplan for Nacional i hjemlandet. Her var han med til at vinde intet mindre end ni uruguayanske mesterskaber.

## Titler
Primera División Uruguaya
- 1911, 1915, 1916, 1917, 1919, 1920, 1922, 1923 og 1924 med Nacional

OL
- 1924 med Uruguay

Sydamerika-Mesterskabet (Copa América)
- 1916, 1917, 1920, 1923, 1924 og 1926 med Uruguay